# Södra Hamngatan
A Södra Hamngatan - literalmente Rua Sul do Porto - é uma conhecida rua  do centro histórico da cidade de Gotemburgo na Suécia.

Tem 880 m de extensão, começando em  Skeppsbron e terminando em  Slussplatsen.

A Södra Hamngata constitui a margem sul do Grande Canal de Gotemburgo - o Stora Hamnkanalen.

## Edifícios e pontes
- Södra Hamngatan 1 — Residência do Governador (Residenset)
- Södra Hamngatan 2 — Palácio Fürstenbergska palatset
- Södra Hamngatan 27 — Casa do Banco da Suécia, hoje Banco Swedbank
- Södra Hamngatan 29 — Banco Bohusbanken
- Södra Hamngatan 31 — Loja dos Mações, hoje Restaurante Golden Days
- Södra Hamngatan 37-41 — Centro comercial Arkaden.
- Södra Hamngatan 5 — Casa Atlantica
- Södra Hamngatan 59-65 — Radisson Blu Scandinavia Hotel.
- Ponte Kämpebron
- Ponte Tyska bron
- Ponte Fontänbron

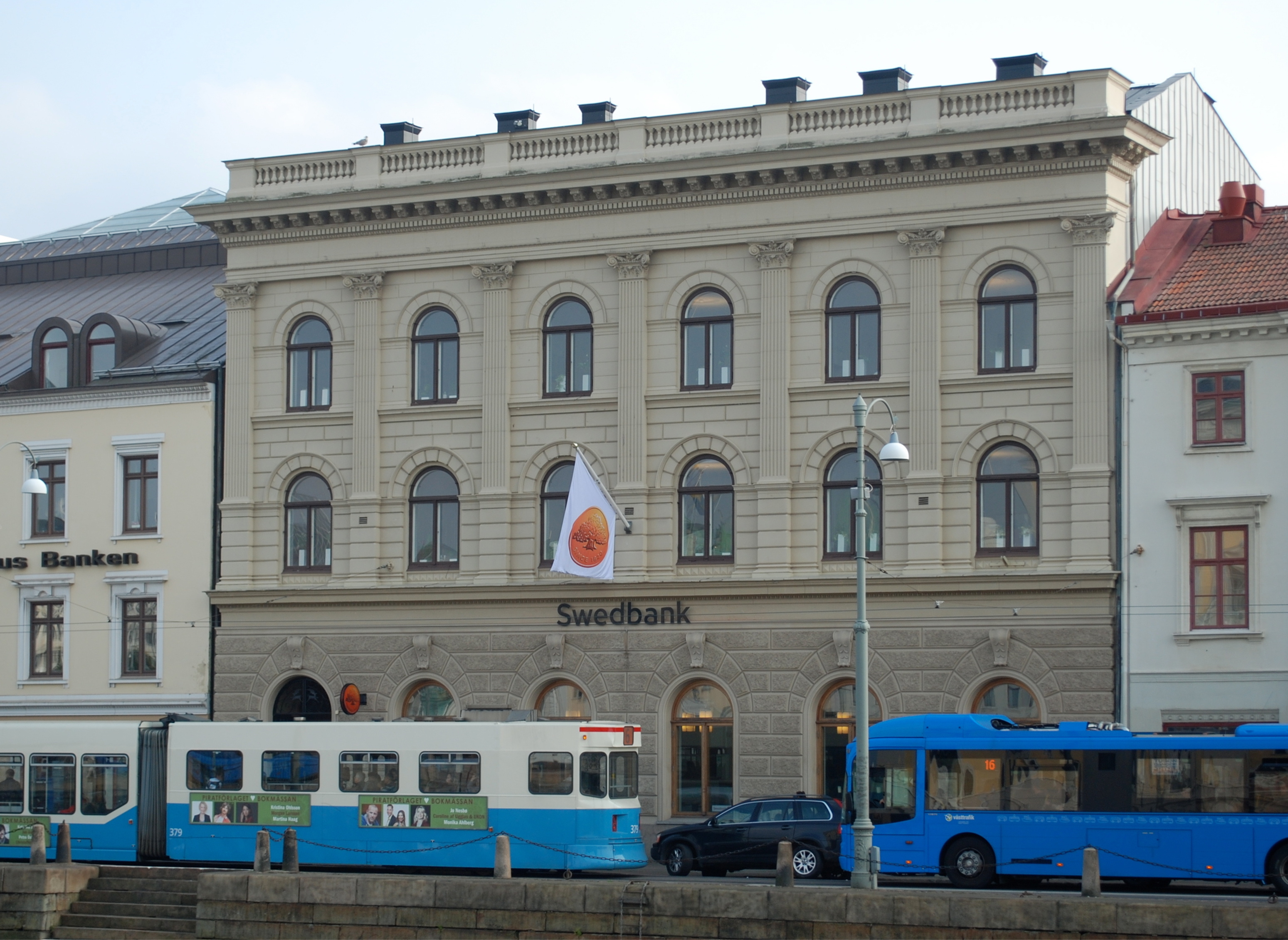
A antiga casa da delegação do Banco da Suécia em Gotemburgo
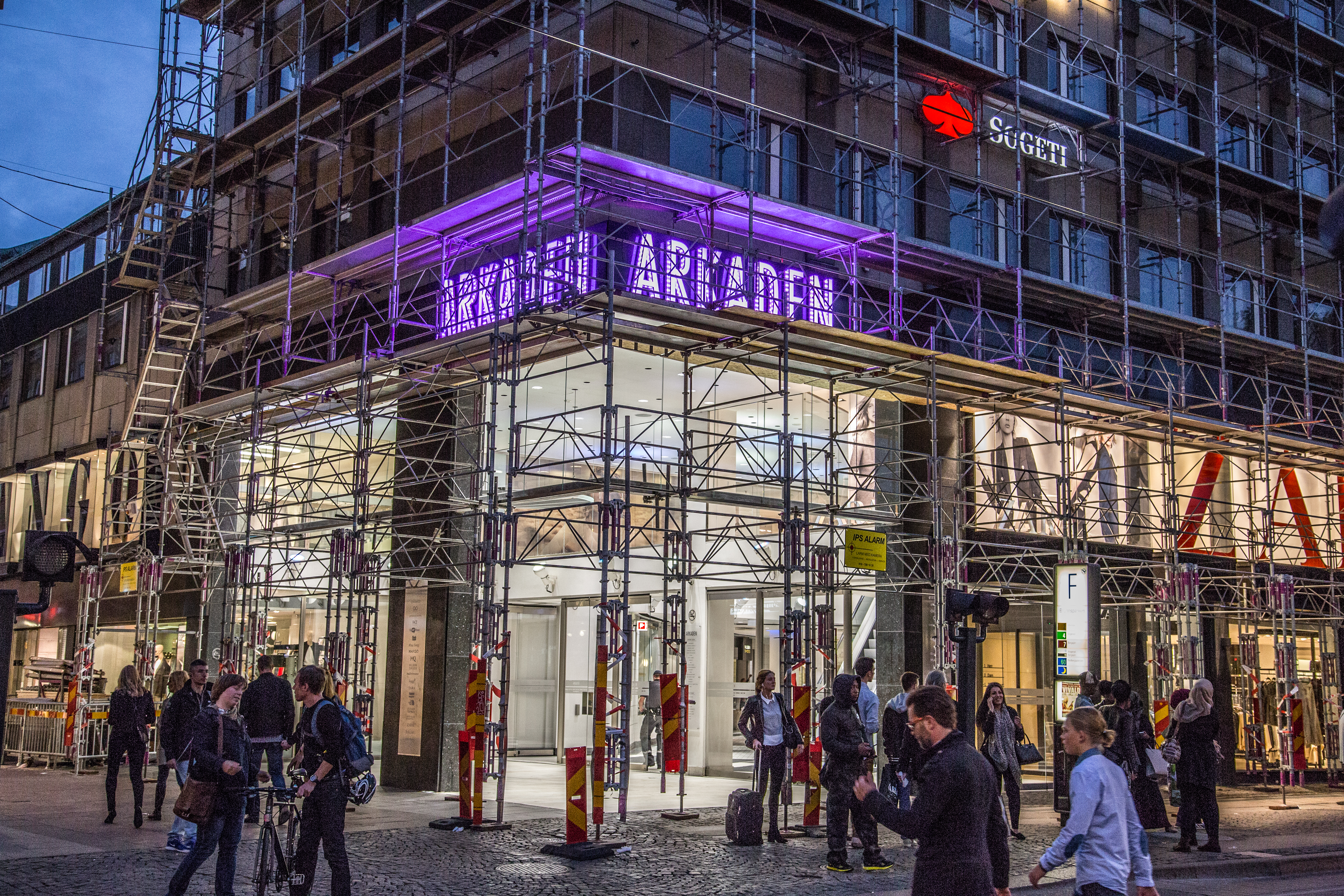
Esquina da galeria comercial Arkaden
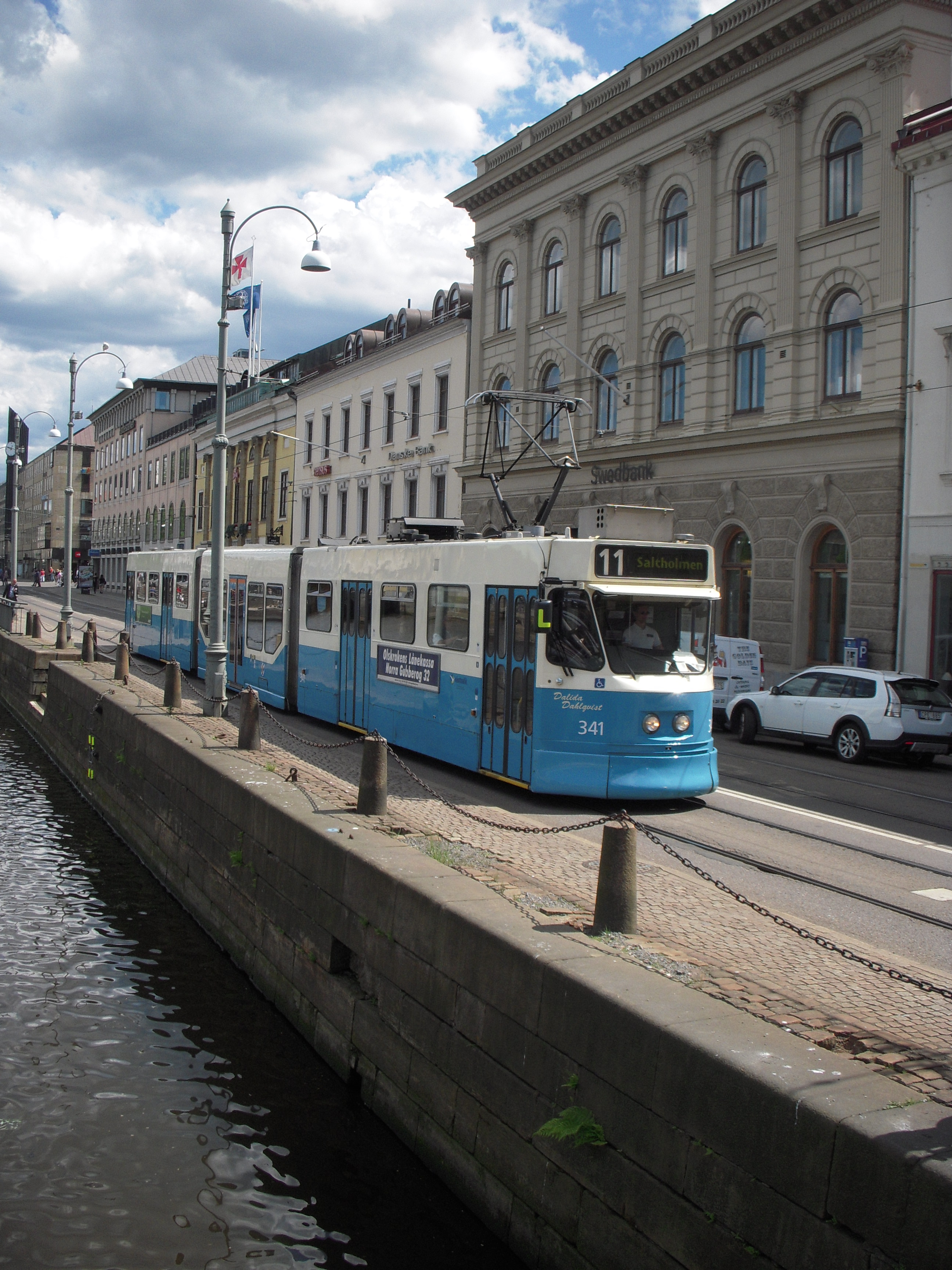
Södra Hamngatan
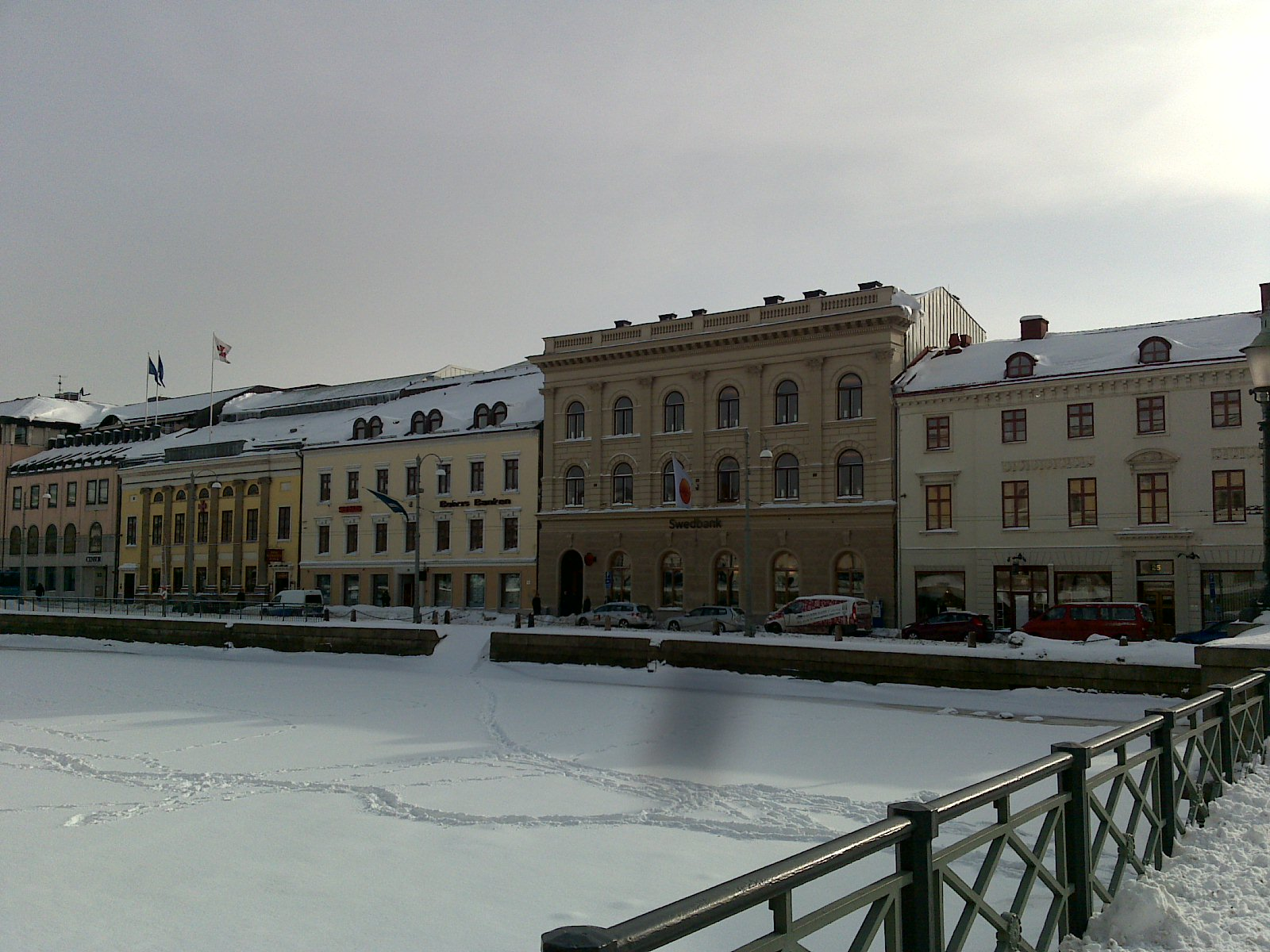
Södra Hamngatan
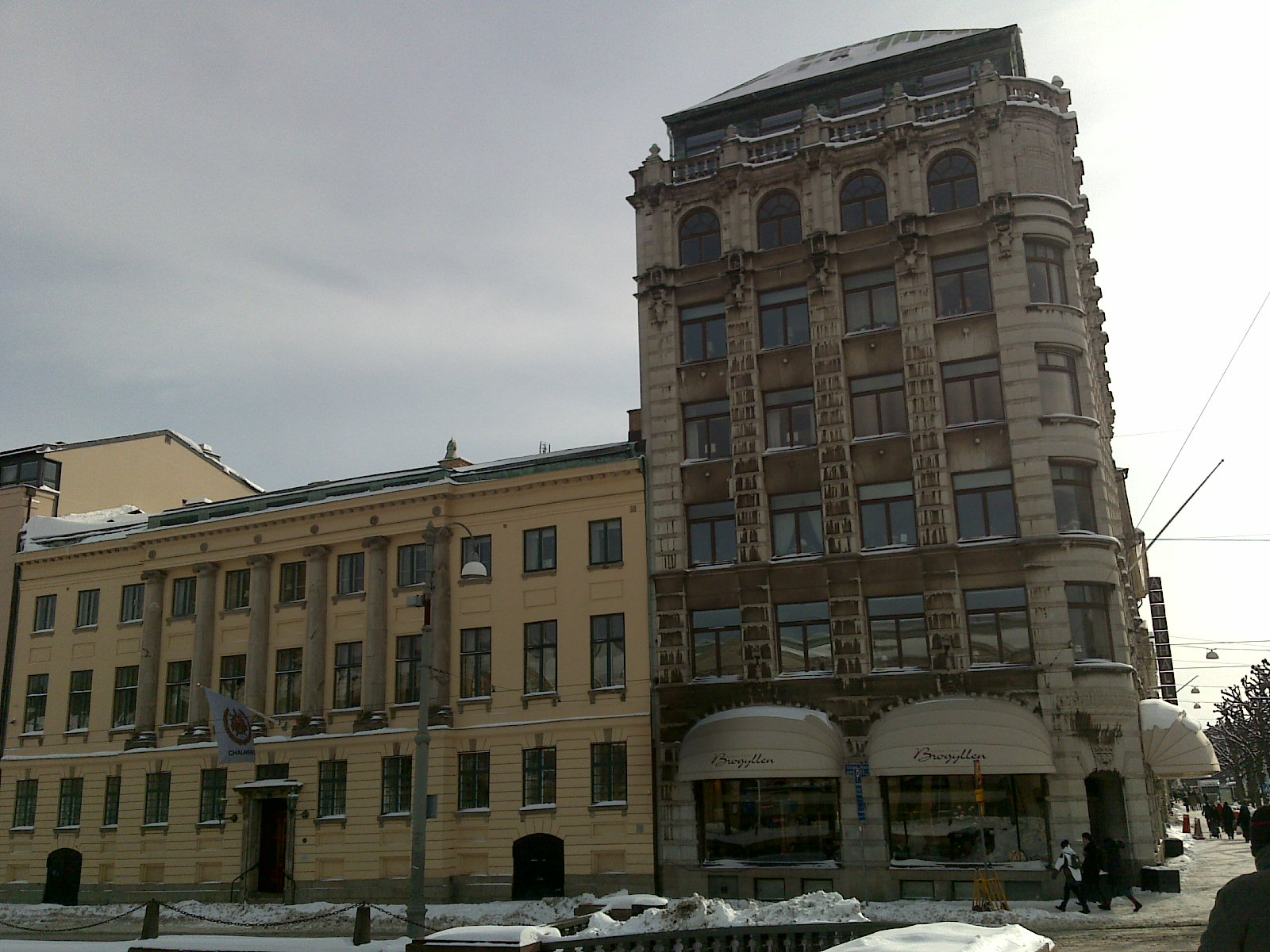
Södra Hamngatan
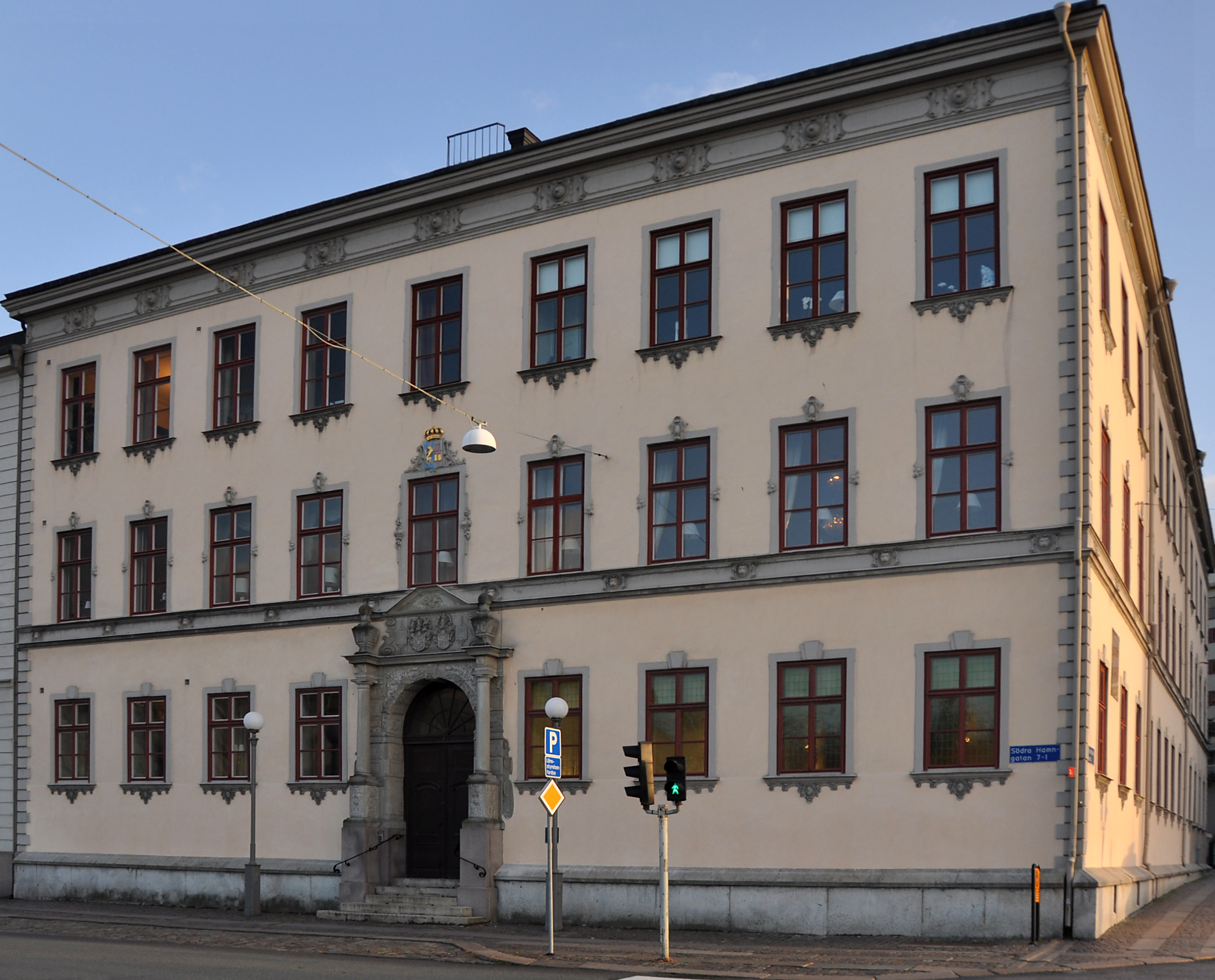
A Residência (Residenset), a casa de habitação mais antiga da cidade, construída no séc. XVII